# Ризаліт

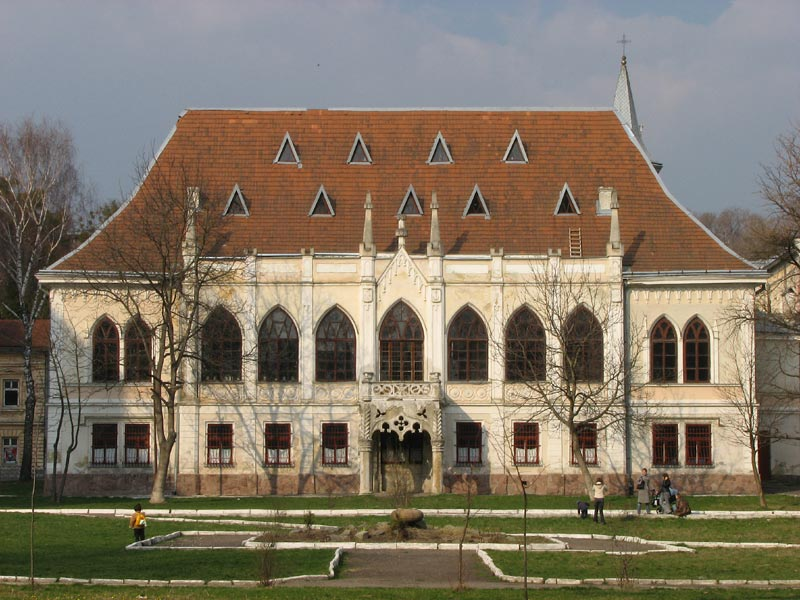
Ризаліт на фасаді палацу Туркуллів-Комелло у Львові

Ризалі́т (італ. risalita — «виступ») — частина будинку, що виступає за основну лінію фасаду від фундаменту до даху. Поширена думка, що назва цього елемента походить від італ. risalita — «виступ». Але в італійській архітектурі ризаліт називається avancorpo.

## Опис
Ризаліти зазвичай розташовані симетрично відносно центральної осі фасаду в його центральній, бічних або наріжних частинах. У горизонтальному перерізі ризаліт може бути прямокутним або у вигляді півкола.
За допомогою ризалітів пожвавлюється фасад будівлі, тому вони використовувались при будівництві палаців ще з часів ренесансу. Згодом їх застосовували при будівництві адміністративних і цивільно-промислових споруд, а також багатоквартирних будинків.
Ризаліти стали окрасою фасадів Підгорецького замку в Підгірцях, дому митрополитів у Києві, палацу Потоцьких у Кристинополі (доба бароко), палацу в містечку Великому Любині (стиль рококо), палацу графів Реїв у Микулинцях (ампір). Ризаліти набули популярності серед архітекторів доби бароко та класицизму, а також у часи захоплення історичними стилями наприкінці XIX — на початку XX століття.

## Галерея

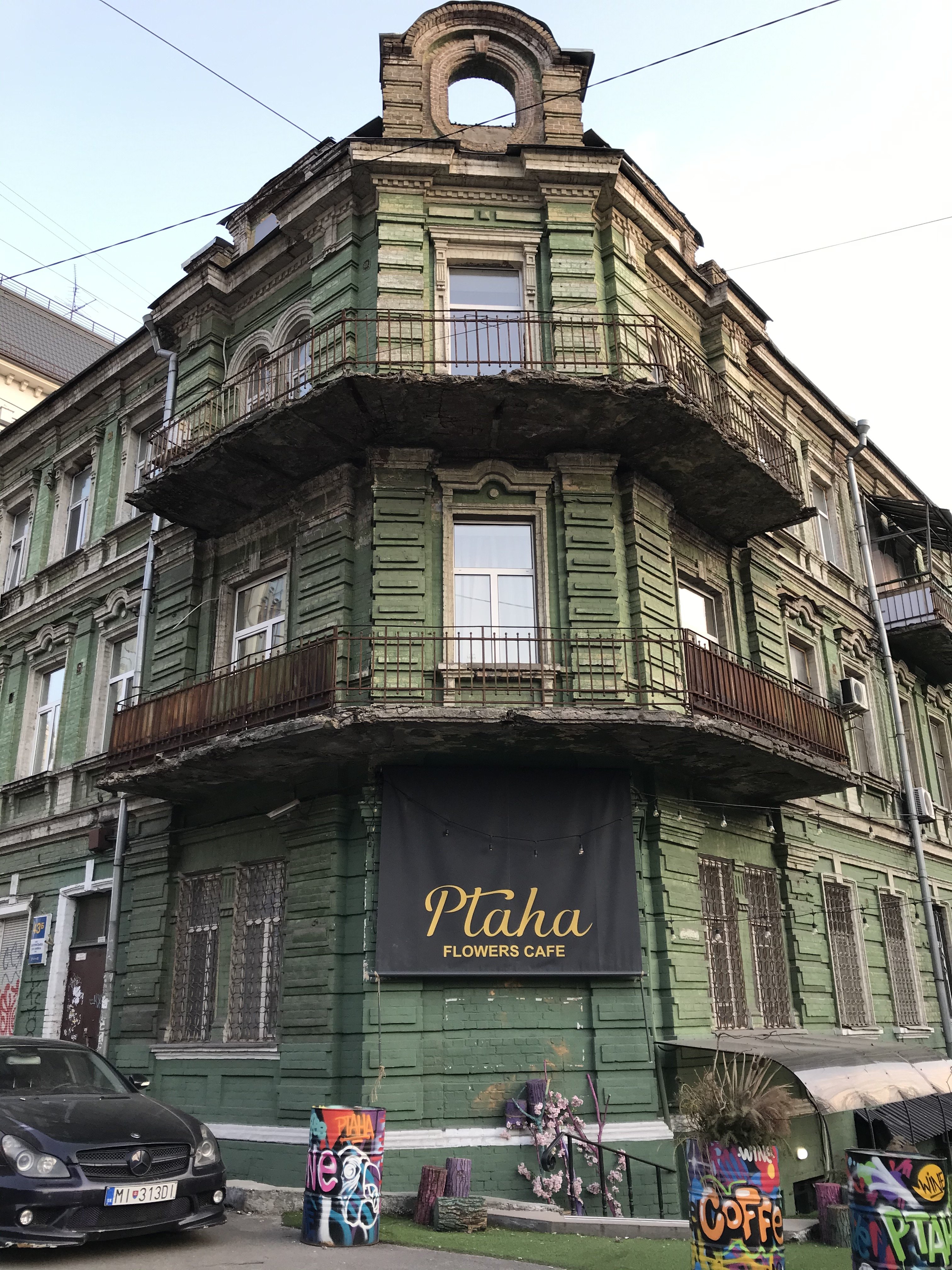
Ризаліт на Прибутковому будинку на вулиці Жилянській 43б
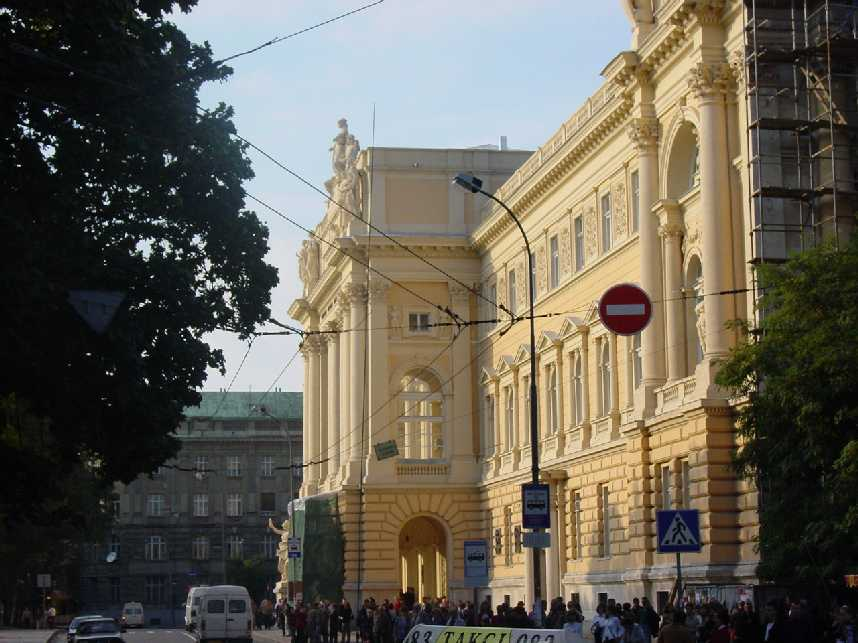
Ризаліт на фасаді головного корпусу Львівського Університету
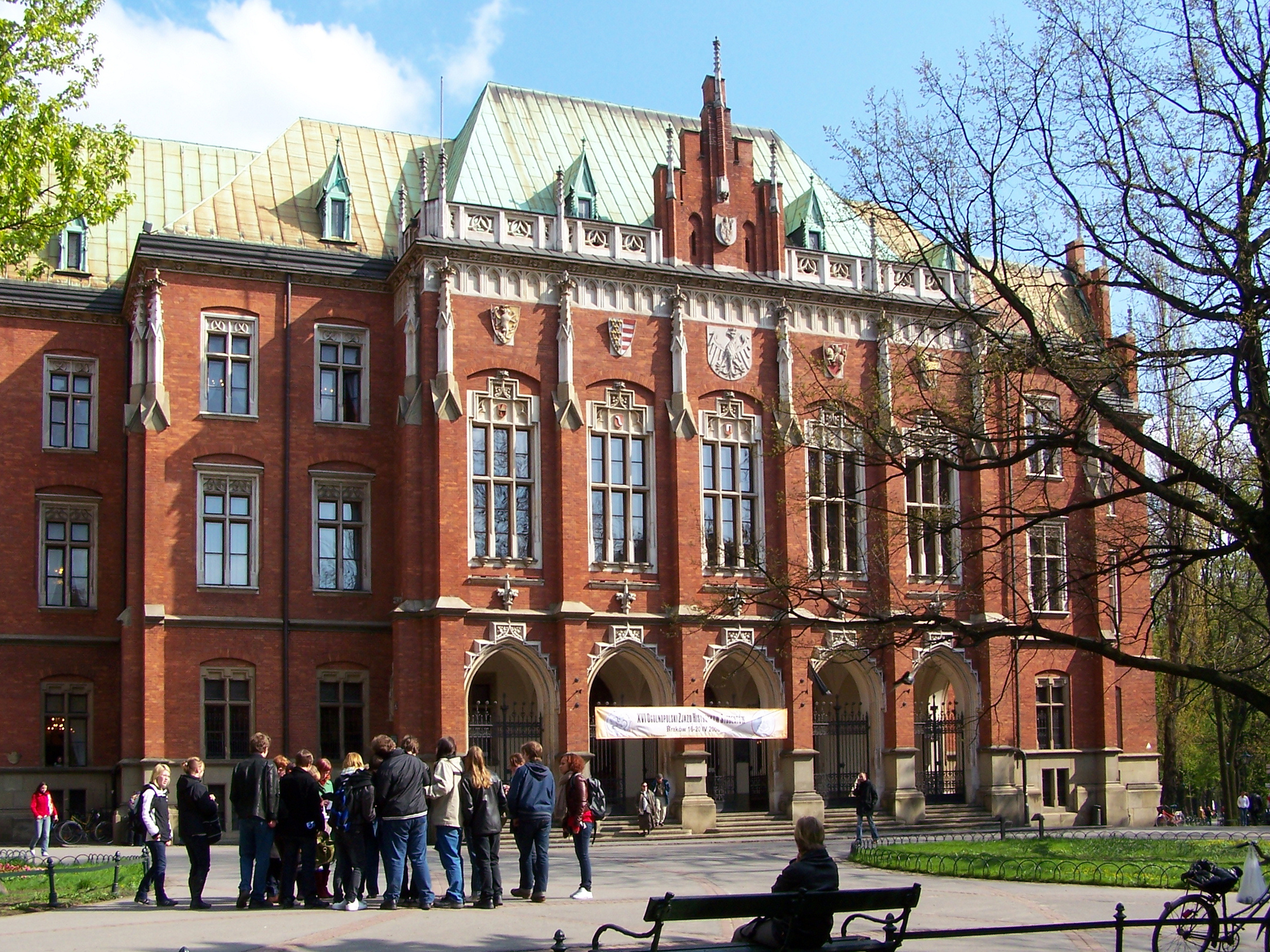
Ягеллонський університет у Кракові (Польща)
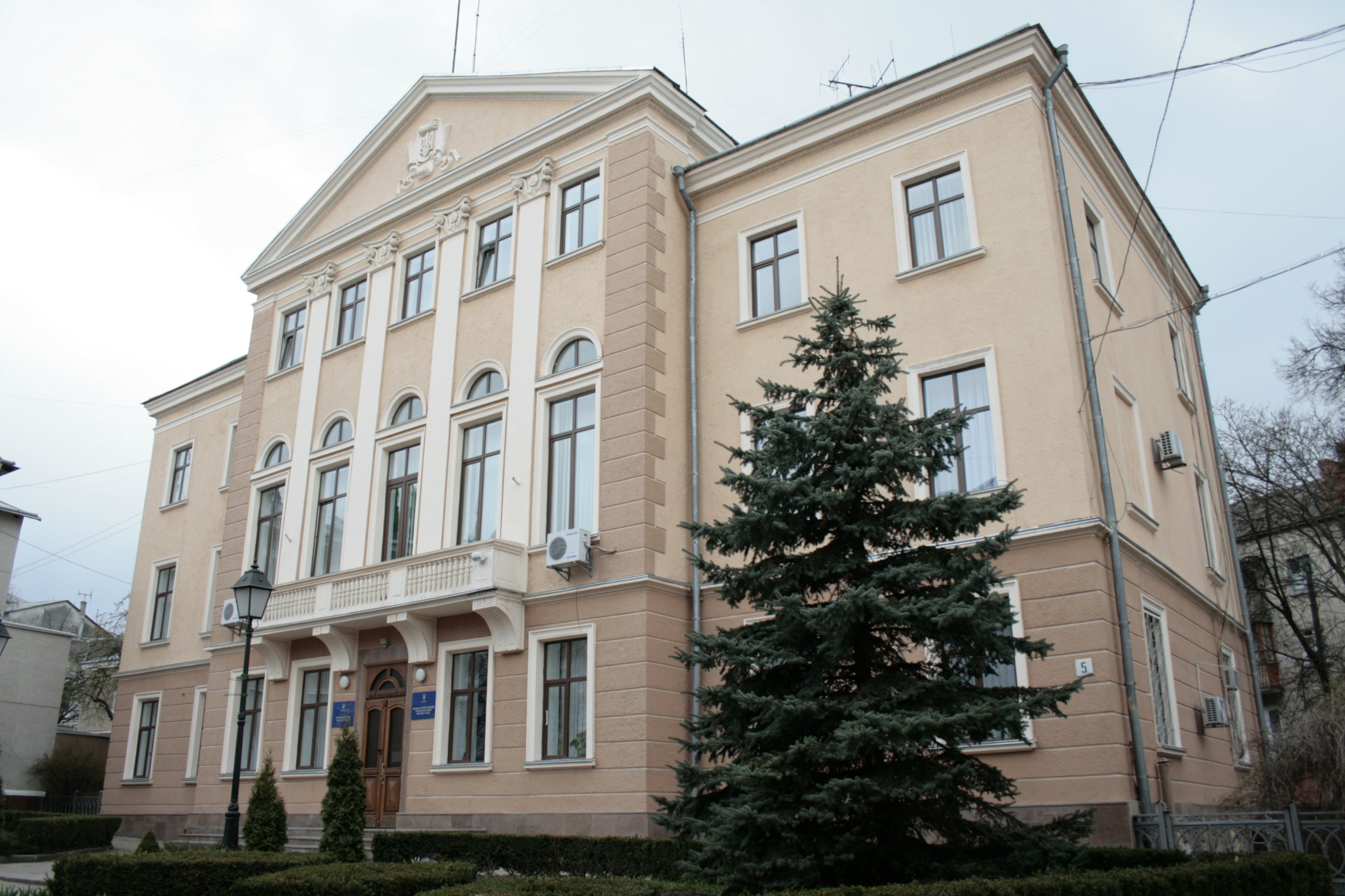
Фасад з ризалітом. Будинок Тернопільської Міської Адміністрації